# Institut Karma Ling
L'institut Karma Ling est un centre d'étude et de pratique bouddhiste affilié à la communauté Sangha Dachang Rimay. Il se trouve en Savoie à Arvillard, hameau de Saint-Hugon.

## Histoire
Situé dans la vallée du Bens à 800 mètres d’altitude, dans la chaîne de Belledonne, au-dessus du village d’Arvillard, le lieu a été occupé par une communauté de Chartreux entre le XIIe et le XVIIIe siècle. En 1173, ils y construisent  un monastère, la chartreuse de Saint Hugon, dont ils seront chassés à la Révolution française. 
En 1979, un petit groupe de pratiquants bouddhistes acquiert l'ancien monastère pour le restaurer et l'offrir au grand maître tibétain Kalou Rinpoché. Ce dernier consacre l'endroit et lui donne le nom de « Karma Chédroup Tcheu Ling ». Il en confie la direction spirituelle à son principal disciple en Occident, Lama Denys. Cet institut devient rapidement l'un des plus importants centres d'étude et de pratique bouddhiste en France[réf. nécessaire]. En 1993 et en 1997, le 14e dalaï-lama (Tenzin Gyatso) donne des enseignements à l'institut Karma Ling.[réf. nécessaire]

## Activité

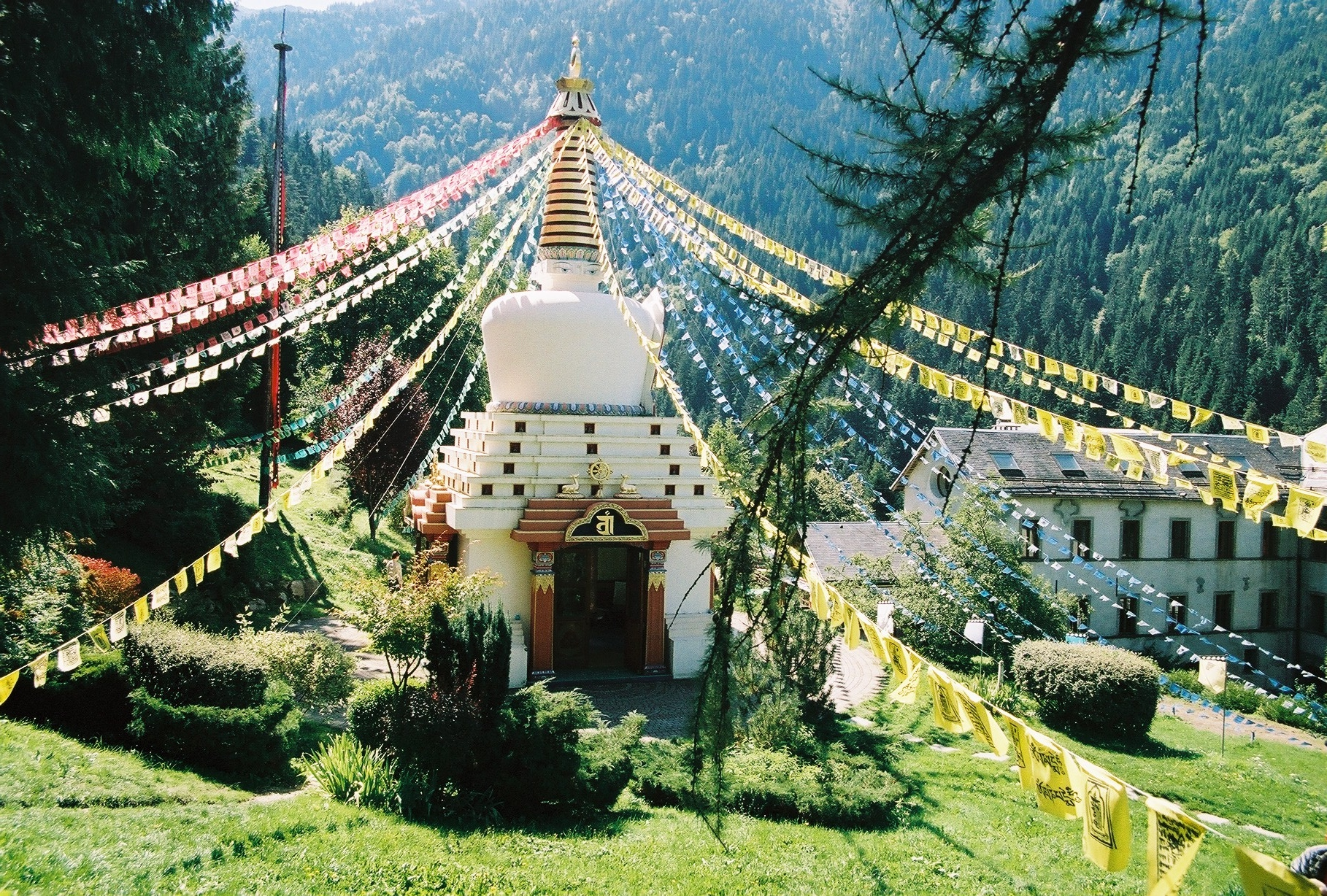
Le Stupa de l'Enseignement à l'Institut Karma Ling

Hormis les activités habituelles d'un centre du Dharma (séminaires, retraites, enseignements de grands maîtres...), l'institut Karma Ling organise sous l'impulsion de Lama Denys des rencontres inter-religions et inter-traditions. Depuis 1984, l'institut abrite deux centres de retraite traditionnelle longue durée (trois ans): Naro et Nigou Ling.
En 2000, l'institut achète 55 hectares de terrain autour de l'ancienne chartreuse, donnant naissance à un éco-site (« L'éco-site d'Avalon »). Depuis cette même année , Karma Ling abrite également l'université Nalanda Rimay (branche européenne de la World Buddhist University).
Depuis 2006, les activités de l’Institut se divisent chaque année en deux grandes périodes :
- huit mois d’enseignements et de séminaires, du 1er avril au 30 novembre,
- quatre mois de retraite, du 1er décembre au 30 mars.

Pendant la période d'enseignement, des visites guidées sont proposées chaque dimanche pour découvrir l'histoire du lieu, l'écosite, un temple et les symboles du bouddhisme. Durant la seconde période, tout l’Institut vit au rythme de la retraite : période de silence et de pratique suivant un canevas d’horaires de sessions commun à tous les retraitants.
Dans la nuit du 30 novembre au 1er décembre 2017, le bâtiment principal de l'ancienne chartreuse a été détruit par un incendie potentiellement criminel. Un appel à la solidarité est alors lancé. L'appel est entendu, et l'institut peut reprendre ses activités en mai 2018. 